# 甲斐型土器
甲斐型土器（かいがたどき）は、奈良時代から平安時代（8世紀後半から10世紀後半）にかけて甲斐国（山梨県）内の考古遺跡において特異的に出土する土器群。甲斐国内で生産され、器種から甲斐型土師器、または甲斐型坏・甲斐型甕と呼ばれる。東日本において一般的な器種や器形であるが、胎土や制作技法において独自の特徴をもつ素焼きの土師器である。

## 概要
古墳時代以降の土器のうち、主に日常容器は土師器（はじき）と須恵器（すえき）に分類されるが、山梨県内では須恵器の生産は低調であったが、甲府盆地北縁の甲府市横根町近辺では良質の粘土を産出し、土師器生産が行われている。はじめは胎土に紫色粒子を含む堀之内原式の土師器が生産されているが、8世紀後半には独自の製作技法で作られた「甲斐型」が確立し、官営工房による専業的制作者集団により生産されていたと考えられている。
代表的な生産遺跡には坏系器種が出土し焼成遺構が検出されている大坪遺跡（甲府市横根町）で、甕系器種の生産遺跡は未確認である。大坪遺跡周辺には古代寺院へ瓦を供給した川田瓦窯跡などが分布しており、一帯は国府の管理下で技術者集団が集住する窯業地帯であったと考えられている。
甲斐型土師器は古代官道や河川沿いに中部東海から関東、北陸、畿内に流通している。1988年に平城京遺跡から出土した甲斐型坏は祭祀に用いられる斎串とともに出土したため、祭祀用途に用いられていたとも考えられている。

## 研究史
甲斐型土器は奈良・平安時代遺跡の発掘調査が盛んになった戦後に注目される。1949年（昭和24年）に山梨市の日下部中学校の建設工事に際して平安時代の集落遺跡である日下部遺跡から大量の土師器が発見され、郷土史家の上野晴朗により当初は「日下部式」と名付けられ注目された。昭和40年代以降には中央自動車道の建設などに伴い県内の奈良・平安遺跡の発掘調査が進み、現在では整形技法や法量の変遷からⅠ～XV期の編年（甲斐編年）が設定されている。1988年には奈良県で小学校建設に際した平城京遺跡（左京二条四房十一坪）の発掘調査において、神奈川県における調査で甲斐型土器を目にしていた三好美穂が井戸の遺構中から甲斐型土器一括を発見した。
1992年（平成4年）には山梨県考古学協会の研究集会において平野修による坏系器種と甕系器種の定義が行われる。
自然科学的分析では、増島淳や河西学が県内出土土器や静岡県東部出土土器を試料に重鉱物組成を分析し、坏系と甕系では組成が異なり製作場所が異なっている可能性や、甲斐型土器の胎土は笛吹川流域川砂との組成が類似していることを指摘している。

## 特徴
土師器は従来の弥生土器の系統に繋がる素焼土器で、摂氏800度前後の酸化焔焼成による赤みがかった色調を特色とする。
甲斐型土師器は坏や皿など食膳具の坏系器種と甕など煮炊具の甕系器種に大別され、さらに甕系器種は大型・小型に分類される。また、出土量は少量であるが坏蓋や鉢、羽釜などの器種も含む。坏系器種は不特定多数の使用する画一器種の大量生産になるのに対し、甕系器種は特定階層が使用するため多種多様な器種となる。
平野修の定義によれば、坏系器種はロクロによる整形を必須条件とし、赤色粒子を含む緻密な胎土で、色調は赤褐色から黄褐色。体部外面のヘラ削りやヘラ磨きによる調整技法、こみ部の暗文や底部の糸切跡などを十分条件とする。甕系器種では、胎土に雲母や白色粒子を含み、色調は赤褐色から黒赤褐色。体部外面に縦方向の刷毛目と体部内面に横方向の刷毛目があり、木葉底でヘラ削りによる調整技法を特徴とする。